# Agba (peuple)
Pour les articles homonymes, voir Agni.
Les Agba sont un sous-groupe du peuple Baoulé établis principalement sur la rive droite du fleuve N’Zi, entre les villes de Dimbokro et Bocanda,.
Ils sont constitués de 4 tribus à l'origine que sont les Assabou  fondé par Agba Kolia, les Ahali fondé par agba Alloko, les Monga  fondé par Agba Assielou et les Alanguira  fondé par agba Saha. Ces derniers sont les 4 fils de l'ancêtre de ce peuple Agba Kpli à qui on doit l'appellation du peuple. Agba Kpli est arrivé en Côte d'Ivoire avec la reine Ablah Pokou après la guerre entre le peuple Ashanti au Ghana. Aujourd'hui on dénombre au total 12 tribus dans la zone de Bocanda, Dimbokro, Daoukro, Ouéllé et dans la sous-préfecture de Kouassi-kouassikro,.

## Histoire
Les premières références aux Agba dans les archives coloniales remontent aux opérations de la colonne de Kong (1894-1895) et décrivent un peuple prêt à résister à colonisation,.

## Révolte coloniale
En janvier 1895, le chef des Agba, Bobolé, du village de N’zéduli, était signalé par l’administrateur civil Albert Nebout pour avoir « envoyé deux cent cinquante guerriers pour secourir les N’Gbans », qui s’étaient insurgés contre la colonne, au passage de celle-ci dans la région d’Ouossou le mois précédent . Les Agba Satiahiri furent considérés comme les plus hostiles parmi les Baoulé. Leur agressivité se dirigeait aussi contre les groupes soumis, N’Zikpri, Aïtou et Faafoué.